# Olaf Pedersen
Olaf Pedersen (* 8. April 1920 in Egtved; † 3. Dezember 1997) war ein dänischer Wissenschaftshistoriker. Er befasste sich insbesondere mit der Geschichte der Naturwissenschaften und Mathematik in der Antike, im Mittelalter und der frühen Neuzeit.

## Leben
Pedersen besuchte das Gymnasium in Kolding (Abitur 1938) und studierte theoretische Physik an der Universität Kopenhagen, mit dem Magisterabschluss 1943, wobei er sich auf Relativitätstheorie bei Christian Møller spezialisierte. Danach war er ab 1944 Gymnasiallehrer für Mathematik und Physik an der Randers Statsskole, knüpfte aber schon damals vielfältige Beziehungen zu Wissenschaftshistorikern. Angeregt wurde er durch die Vorlesungen von Etienne Gilson, die er bei einem Studienaufenthalt 1949/50 in Paris hörte. Er lernte, mittelalterliche Handschriften zu lesen, und wurde 1956 über Nikolaus von Oresme und dessen Philosophie promoviert. 1956 wurde er Assistent am Physikalischen Institut der Universität Aarhus. Besonders intensive Kontakte hatte er nach Cambridge, wo er am St Edmund’s College Fellow war.
Pedersen gründete 1965 das Institut für Wissenschaftsgeschichte an der Universität Aarhus, das er zu internationalem Ansehen führte, und war 1967 bis zu seiner Emeritierung 1990 der erste Professor für Wissenschaftsgeschichte in Aarhus. Er war auch maßgeblich an der Gründung eines Wissenschaftsmuseums in Aarhus (1983) und des Steno-Museums in Aarhus (1993) beteiligt.
Er befasste sich insbesondere mit Petrus de Dacia, einem damals fast vergessenen bedeutenden in Paris wirkenden dänischen Astronomen des 13. Jahrhunderts, und mit dem Werk eines anonymen Astronomen des 13. Jahrhunderts, der Theorica planetarum (von dem mehr als 200 Handschriften bekannt sind, denen Pedersen nachging). Sein Hauptwerk ist eine Studie über den Almagest von Claudius Ptolemäus, die 1974 erschien. Weiter schrieb er ein Buch über die Geschichte der Universitäten im Mittelalter und der Königlich Dänischen Akademie der Wissenschaften. Weiter befasste er sich zum Beispiel mit der Konstruktion von Sonnenuhren, englischen Amateurwissenschaftlern im 18. Jahrhundert, Archäoastronomie (Megalithkultur), der Erfindung eines Planimeters durch Rittmeister Prytz und mit Galileo Galilei und dessen Verhältnis zur Kirche und seinem Prozess.
Er war seit 1978 Mitglied der Königlich Dänischen Akademie der Wissenschaften. In Dänemark wurde er in den 1960er Jahren durch die populärwissenschaftliche Fernsehsendung Frag Aarhus bekannt. Er hielt viele öffentliche Vorträge zum Beispiel in Schulen und in Radiosendungen.
Er war mehrere Jahre Vorstand der International Union of the History and Philosophy of Science und Vizepräsident der Kommission für Geschichte der Astronomie der International Astronomical Union. Er war lange Jahre Herausgeber der Zeitschrift Centaurus.
Er konvertierte zum katholischen Glauben. Sein letztes Werk The two books von 1996 (posthum 2007 neu herausgegeben) behandelt die Beziehung von Naturerkenntnis und Religion. Es beruht auf Vorlesungen 1982 in Aarhus und 1988 in Cambridge.

## Schriften (Auswahl)
- Nicole Oresme og hans naturfiilosofiske system. Munksgaard, Kopenhagen 1956.
- Middelalderens verdensbillede: astronomi og kultur i middelalderen. Munksgaard, Kopenhagen 1962.
- The Theorica Planetarum Literature of the Middle Ages, Classica et Mediaevalia, Band 23, 1962, S.  225–232
- Survey of the Almagest. Universitätsverlag, Odense, 1974.
  - Neuausgabe A survey of the Almagest. With annotation and new commentary by Alexander Jones. Springer, New York, Heidelberg u. a. 2011, ISBN 978-0-387-84825-9.
- Studium generale. De europæiske universiteters historie. 1979.
  - englisch: The first universities. Studium Generale and the origins of university education in Europe. Cambridge University Press, Cambridge 1997.
- Galileo and the council of Trent. Vatikanstadt 1983 (Specola vaticana)
- Matematik og naturbeskrivelse i oldtiden. Akademisk Forlag, Kopenhagen 1975.
- Tycho Brahe og astronomiens genfödsel. Foreningen videnskabshistorisk museums venner, Aarhus 1985.
- Lovers of Learning. A history of the Royal Danish Academy of Sciences and Letters 1742–1992. Munksgaard, Kopenhagen 1992.
- (Hrsg.): Strejflys: traek af dansk videnskabs historie 1917–1992. Munksgaard, Kopenhagen 1992 (dänische Wissenschaftsgeschichte im 20. Jahrhundert).
- Early physics and astronomy. A historical introduction. Cambridge University Press, Cambridge 1993.
- The two books. Historical notes on some interactions between natural science and theology, hrsg. von George Coyne, Tadeusz Sierotowicz. Vatican Observatory Foundation, Vatican City 2007, ISBN 88-209-7901-2.

Einige Online zugängliche Aufsätze:
- Galileo and the council of Trent: the Galileo Affair revisited, Journal for the History of Astronomy, Band 14, 1983, S. 1, Online
- In Quest of Sacrobosco, Journal of the History of Astronomy, Band 16, 1985, S. 175, Online
- The origins of the Theorica Planetarum, Journal of the History of Astronomy, Band 12, 1981, S. 113